# Résolution 1960 du Conseil de sécurité des Nations unies
Membres permanents
- Chine
- États-Unis
- France
- Royaume-Uni
- Russie

Membres non permanents
- Autriche
- Bosnie-Herzégovine
- Brésil
- Gabon
- Japon
- Liban
- Mexique
- Nigéria
- Turquie
- Ouganda

Résolution no 1959 Résolution no 1961
La résolution 1960 du Conseil de sécurité des Nations unies, a été adoptée à l'unanimité le 16 décembre 2010. Après avoir rappelé les résolutions 1325 (2000), 1612 (2005), 1674 (2006), 1820 (2008), 1882 (2009), 1888 (2009), 1889 (2009) et 1894 (2009), le Conseil de sécurité a demandé que des informations sur les parties à des confits armés soupçonnées de violences sexuelles lui soient communiquées et rendues publiques.
La résolution a été parrainée par 60 pays. Son adoption a été saluée par Human Rights Watch, qui l'a qualifiée de « grand pas vers la fin de cette pratique horrible ».

## Résolution

### Préambule
Le Conseil de sécurité s’est déclaré préoccupé par la lenteur des progrès réalisés sur la question des violences sexuelles dans conflits armés, en particulier contre les femmes et les enfants. De plus, en dépit de ses appels à toutes les parties impliquées dans les conflits et les condamnations, de tels actes ont continué de se produire. Le Conseil a rappelé à tous les États leur obligation de se conformer au droit international et aux dirigeants de démontrer leur engagement à prévenir les violences sexuelles, à lutter contre l'impunité et à permettre la mise en œuvre de la responsabilité, car l’inaction enverrait un mauvais message. Le préambule insiste pour que les auteurs de crimes de guerre et de crime de génocide soient poursuivis, soulignant la responsabilité première des États de respecter et de garantir les droits fondamentaux des personnes se trouvant sur leur territoire.
La résolution a souligné que mettre fin à l’impunité était essentiel pour qu’une société puisse se relever d’un conflit et, à cet égard, qu'il fallait améliorer l’accès aux soins de santé, au soutien psychosocial, à l’assistance juridique et répondre aux besoins des personnes handicapées. Le Conseil a rappelé le nombre d’infractions sexuelles prévues par le Statut de Rome de la Cour pénale internationale. Il a salué les efforts visant à remédier à ce problème dans les missions de maintien de la paix, notamment en s’attaquant aux violences sexuelles et en promouvant le rôle des femmes dans les fonctions civiles et militaires.

### Dispositif
Le Conseil a condamné le recours généralisé et systématique aux abus sexuels contre la population civile dans les situations de conflit armé, et a estimé que la prise de mesures pour lutter contre ce phénomène contribuerait au maintien de la paix et de la sécurité internationales.
Il a appelé à la fin de tous les actes de violence sexuelle. Il a demandé au secrétaire général d’inclure des informations sur les parties à un conflit armé soupçonnées d’être responsables d’actes de viol ou d’autres actes de violence sexuelle, que le Conseil pourrait utiliser pour dialoguer avec les parties ou prendre des mesures à leur encontre. Ces informations seraient rendue publique.
La résolution demandait aux parties à un conflit armé de s’engager à ne pas recourir aux violences sexuelles et à mener des enquêtes sur les abus présumés, enquête dont le secrétaire général était chargé de surveiller la mise en œuvre. Le Conseil a déclaré son intention de désigner des critères relatifs aux actes de viol et autres formes de violence sexuelle lors de l’examen ou de l’adoption de sanctions. Dans le même temps, le secrétaire général a été chargé d’élaborer des dispositifs de suivi, d’analyse et de communication de l’information sur les violences sexuelles liées aux conflits, tout en garantissant une transparence totale.
Le Conseil de sécurité a salué le travail des conseillers pour l'égalité des sexes au sein des missions de maintien de la paix, et a attendu avec intérêt la nomination de conseillers pour la protection des femmes au sein des mêmes missions. Les États ont été encouragés à utiliser les supports de formation basés sur des scénarios fournis par le secrétaire général avant le déploiement des opérations de maintien de la paix, le Conseil s’engageant à prêter attention à la violence sexuelle dans les renouvellements et autorisations de mandats desdites missions. En outre, les États ont été invités à déployer un plus grand nombre de femmes parmi les policiers et les militaires dans les opérations de maintien de la paix.
Enfin, le secrétaire général a été prié de renforcer la politique de tolérance zéro à l’égard de l’exploitation et des abus sexuels commis par le personnel des Nations unies et de rendre compte régulièrement au Conseil des progrès réalisés dans la mise en œuvre de la résolution.